# 大秘密
《大秘密》乃為科幻小說家倪匡的衛斯理系列作品之一，正式編號77，於1991年8月10日首度刊登在《明報》之中，並在同年的11月22日完成結局。該書則在1992年出版，第二版則在1996年出版。
這個故事與衛斯理系列的第33號作品《鬼子》相同，《大秘密》並非真的為科幻小說，只是一本政治幻想小說，然而這是由於書中涉及到一項足以改寫中國近代史的事件。這個故事續集是《禍根》。

## 故事大綱

### 天官門
何藍絲帶同白素、衛斯理等人來到廣西的藍家峒採訪她的12位養父母——十二天官。在宴會後，十二天官認為衛斯理為人可信，於是憑他們已故的師父—老十二天官之命要求衛斯理根據歷代十二天官所記載的筆記「天官門」綜合成書，以將十二天官的事蹟「發揚光大」。雖然如此，但衛斯理和白素專注於向剛由苗疆山區遷至城市（即香港）的衛紅綾灌輸文明知識，因此只是略略觀看而已，卻發現書中除記錄有關十二天官的江湖事外，當中有的事件更和近代歷史的描述有所不同，小部份更背道而馳。

### 生死之交
一天，衛斯理的忘年好友溫寶裕與衛紅綾喝酒，卻使自己醉得被衛斯理送醫。在醫院中，溫寶裕無意中向醫治他的醫生鐵天音提及，提到衛斯理在苗疆得到「天官門」的消息。為此，鐵天音他從衛斯理之處，借來此書一一瀏覽，並在途中撕下幾頁，其後鐵天音他聲稱到德國探訪其父而離開。但實質上，他卻以德國為中途站，轉飛到芬蘭 。這兩件事被白素發現後，兩人漸漸的感到鐵天音有些事瞞騙他們，有見及此，衛斯理到德國去找鐵天音的父親、他的生死之交—鐵蛋 。

### 十二天官
到達德國後，衛斯理告訴鐵蛋有關他兒子鐵天音撕走書頁一事，後者表示毫不知情，並告訴衛斯理有關他對「十二天官」的所知：「十二天官」是明末清初組成的組織，由十二人組成，各成員均在十二個不同的時辰出生，並要為十二個不同的生肖，而且樣貌要和其生肖相似，如屬羊的要有山羊鬍子，且十二人的命名均出自《爾雅》。十二天官在江湖上名動天下。有地下老(政府)之稱。

### 鎮反與整肅
國共內戰後，鎮反運動展開。當時為大將軍的鐵蛋得到「領袖」（暗指毛澤東）的欽點，成為這次消滅廣西殘餘勢力的主將，並要鐵蛋「遇到值得注意的人，就多注意」以及給予一本關於「領袖」早期事蹟的書籍。對此，鐵蛋毫不明白「領袖」的意思。在任務執行前，「領袖」派出了顧問雷九天向他報告。

### 江湖恩怨
原來，「領袖」所指要留意的是一組叫「十二天官」的組織，所謂的留意即指不可殺他們。隨後，鐵大將軍和手下到了廣西，並輕而易舉的擊敗當中的大部份勢力，現在只餘下「十二天官」，由於「領袖」曾下令不可殺死當中的人，加上「十二天官」武功高強，他的手下連看也未看到敵人就被殺了。因此，鐵大將軍使用包圍的方法活捉「十二天官」。

### 奪權計畫
在包圍「十二天官」的幾天時，天官們有感不安，於是派出龍天官執徐、「領袖」早年失散的兒子，要他俘虜鐵蛋，龍天官執徐並下令要鐵蛋協助他，在十年內奪走「領袖」的大權，使自己能取而代之，事成的話，榮華富貴由13人共享，期間龍天官不慎說漏嘴，透露出「領袖」還有個失散的大兒子在揚州。但忠心的鐵蛋沒有心動，且騙取「十二天官」在山下的某一地方等他。同時，他派手下圍攻他們。這時，濃霧出現，使「十二天官」有機會逃生，「十二天官」深知唯一的機會已經失去，唯有在藍家峒繼續生活。鐵蛋明白事關重大，把龍天官是「領袖」失散的兒子這個秘密藏在心中。

### 第二子
之後鐵蛋成立了一個小組，花了五年時間，終於在揚州找到了「領袖」失散的另一個兒子（暗指江澤民）。由於事關重大，鐵蛋不敢向領袖報告，而是另外找了五個位高權重，對「領袖」忠心耿耿的人商量，最後一致同意暫時不讓「領袖」知情，從各方面進一步查證此人的真實性，並一年秘密聚會一次。

### 失敗
不料秘密聚會消息走漏被「領袖」知悉，「領袖」以為他們密謀造反，在第三次秘密聚會進行到一半時闖了進去，鐵蛋向「領袖」透露了實情。其後「領袖」栽堷這個在揚州找到的失散兒子成為國家領導人，就是後來的江澤民。

## 相關人物
- 衛斯理

書中主角，他受了「十二天官」所托為他們著書，把歷代十二天官的事公告天下。然而，他發現了「天官門」的記錄與近代史的描述並不相同。後來，鐵天音拿走了「天官門」的其中數頁，惹起了他和白素的質疑，使衛斯理到德國了解事情的來龍去脈。
- 白素

衛斯理太太，本作品中只有最初的五部出場。她除了和衛斯理共同的理解鐵天音的所為外，更用心的教育紅綾文明知識。
- 鐵蛋

衛斯理年青時的好友，隱居在德國，也是鐵天音的父親。在未退休時，他是位戰無不勝的將軍，人稱鐵大將軍，對「領袖」極為崇拜。在「十二天官」迫使他協助龍天官為新領袖時，鐵蛋並沒有理會，更設法使「十二天官」的計劃無法成功。
- 鐵天音

古怪醫生一名，他在一次無意中從溫寶裕及父親口中得悉「十二天官」和「天官門」的事後，即向衛斯理借取「天官門」一書，並在書中得知龍天官執徐企圖取代領袖。成為新的領導人的秘密。而把當中的數頁帶走。至於有什麼用意，《大秘密》一書到結局依沒有提及。
- 「十二天官」

明末清初組成的組織，由十二人組成，各成員均在十二個不同的時辰出生，並要為十二個不同的生肖，而且樣貌要和其生肖相似，如屬羊的要有山羊鬍子，且十二人的命名均出自《爾雅》。
在江湖上，「十二天官」由於武功高強，因此地位崇高。到後來，「十二天官」的龍天官奪權失敗，與其他的十一人唯有躲到廣西藍家峒(他們以為鐵蛋將一切都告訴了「領袖」)。
- 雷九天

江湖中人，與白老大相提並論，有「北白南雷」的號稱。他一直協助鐵蛋進行任務，使他明白到「領袖」所指要留意的人是「十二天官」，也同時由於他的過度緊張，使鐵蛋被「十二天官」被俘虜。
- 衛紅綾

衛斯理與白素的女兒，雖然已經二十多歲，但由於未見過外面的世界，使她特別的單純，見到什麼都好奇的學。個性非常莽撞。

## 資料來源
1. ↑  .   [2012-02-20]. （原始内容存档于2012-04-05）.
2. ↑  .   [2007-07-23]. （原始内容存档于2013-03-08）.
3. ↑  大秘密 – 第二部 – P.22-23
4. ↑  大秘密 – 第二部 – P.23
5. ↑  大秘密 – 第四部 – P.60-70
6. ↑  大秘密 – 第五部 – P.74-77
7. ↑  大秘密 – 第五部 – P.76-77
8. ↑  大秘密 – 第七部 – P.112
9. ↑  大秘密 – 第七部 – P.115
10. ↑  大秘密 – 第十一部 – P.175-188
11. ↑  大秘密 – 第十三部 – P.210-226
12. ↑  大秘密 – 第十四部 – P.227-233
13. ↑  大秘密 – 第二部 – P.20

| 前任者： 076 烈火女 | 衛斯理系列（按編號） 077                               | 繼任者： 078 轉世暗號 |
| 前任者： 烈火女     | 衛斯理系列（按連載時序） 1991年8月10日至1991年11月22日 | 繼任者： 禍根         |